# جائزة جنوب إفريقيا الكبرى 1984
جائزة جنوب أفريقيا الكبرى 1984 هو سباق فورمولا 1 أقيم بتاريخ 7 أبريل 1984 في خاوتينغ، جنوب أفريقيا. كان الثاني من أصل 16 في بطولة العالم لسباقات الفورمولا واحد موسم 1984. حلّ النمساوي نيكي لاودا أولا بينما جاء الفرنسي ألن بروست في المركز الثاني وحصل على المركز الثالث البريطاني ديريك وارويك.